# Merenskyite
La merenskyite è un minerale appartenente al gruppo della melonite.